# Noxa
Noxa (parola di origine latina che significa «danno») è un membro pro-apoptotico della famiglia di geni Bcl-2.
È dimostrato che il noxa è in grado di interagire con il MCL1, BCL2-like 1 e Bcl-2.